# جوزف هانتر
جوزف گاروین هانتر (انگلیسی: Joseph Garvin Hunter; متولد ۴ اکتبر ۱۸۹۹ – درگذشته ۱۰ سپتامبر ۱۹۸۴) بازیکن راگبی ۱۵ نفره اهل ایالات متحده آمریکا بود. او در المپیک تابستانی سال ۱۹۲۰ به رقابت پرداخت. در این رقابت او عضو تیم اتحادیه راگبی آمریکایی بود که در نهایت مدال طلا را بدست آورد.